# De største helte
De største helte è un film del 1996, diretto da Thomas Vinterberg.

## Trama
Copenaghen. Karsten è in permesso premio a casa propria con l'amico Peter, e deve far ritorno in carcere di lì a poche ore. Una donna suona alla porta, si presenta come Lisbeth Lund, gli comunica di aver avuto una figlia con lui dodici anni prima e che la ragazzina, Louise, lo sta aspettando ad una stazione del metro. Karsten vi si reca insieme a Peter, fa conoscenza di sua figlia e i tre trascorrono una piacevole giornata al parco divertimenti cittadino di Tivoli. Louise viene poi riaccompagnata in prossimità di casa propria, dove viene malamente accolta dal patrigno, il compagno di Lisbeth, Allen. La ragazza aveva dimenticato la borsa sull'auto di Karsten e Peter, che gliela riportano a casa: qui trovano Louise rinchiusa in uno sgabuzzino. Le chiedono, senza che Allen oda, se ha bisogno di aiuto; la ragazza dice di no, e i due uomini se ne vanno.
Il mattino dopo Louise telefona a Karsten, da una cabina telefonica, e gli chiede di andarla a prendere: Allen l'ha picchiata e lei vuole fuggire di casa. Il termine di rientro in carcere di Karsten è passato da tempo, e la polizia irrompe in casa sua per ricondurlo in prigione. Karsten riesce a fuggire, preleva la figlia, e, insieme a Peter, parte per la Svezia, commettendo in tal modo evidentemente – per essere espatriato da detenuto - un altro reato.
In Svezia essi vogliono ricongiungersi a Pernille, vecchia fidanzata di Karsten, e all'amica Eve. Ritrovarle si rivelerà piuttosto difficile, poiché le due donne appaiono essersi trasferite nell'estremo nord del paese. Durante l'avventuroso viaggio in automobile, Karsten e Peter commettono alcuni crimini minori – quali impossessarsi di un revolver – ed un crimine più importante: quando Allen, infatti, li rintraccia, nella lotta che si instaura fra lui e Karsten, quest'ultimo – foss'anche per legittima difesa – lo uccide. Del cadavere ci si sbarazza alla bell'e meglio.
Louise gradisce molto la sua nuova vita col padre, che, in una poesia, ella designa come uno dei "più grandi eroi" (De største helte). Prima di arrivare alla meta Karsten e Louise – cercando di sfuggire alla polizia -  si lasciano dietro Peter, colpito da una delle sue crisi epilettiche ed affidato ai medici. Giunti da Pernille ed Eve padre e figlia godono di qualche momento di relax, fino a quando il cadavere di Allen viene scoperto, e la polizia inizia a dar loro la caccia in maniera più convinta. Peter, ristabilitosi, li raggiunge, e i tre si danno alla fuga.
Louise viene condotta all'aeroporto – sarebbe troppo pericoloso per lei continuare a fuggire in compagnia di un pericoloso ricercato - munita di biglietto aereo e di denaro sufficiente per raggiungere la casa della nonna ad Helsinki. La ragazza si imbarca, e Karsten vuole "costituirsi" presso lo sportello di un dipendente aeroportuale, al quale confessa di essere un assassino. L'impiegato, incredulo ed anzi infastidito, gli intima di lasciarlo lavorare in pace. Karsten non trova altro modo per farsi prendere in considerazione che quello di estrarre il revolver e sparare qualche colpo a caso sulle vetrate dell'aeroporto. Dopo il fuggi-fuggi generale, Karsten e Peter fanno per allontanarsi. Sono prontamente freddati dai cecchini della polizia.

## Produzione
Il regista Thomas Vinterberg è stato co-fondatore, nel 1995, insieme a Lars von Trier, del movimento cinematografico Dogma 95; nel 2021, per il film Un altro giro, è stato candidato all'Oscar al miglior regista.

## Distribuzione
Distribuito dalla Scanbox Entertainment, il film è uscito nelle sale cinematografiche danesi l'8 novembre 1996.
Il film è stato programmato all'interno di diversi festival cinematografici internazionali: nel solo 1997, De største helte è stato presentato, fra gli altri, al Festival internazionale del cinema di Berlino, al Festival di Cannes, al Festival del cinema di Stoccolma e al Cairo International Film Festival.
Il film è uscito in DVD (lingua danese) e VHS (lingua tedesca) nel 1996; nel 2003 ha avuto nuove edizioni in DVD a cura della Blaq Out (fra cui una in lingua francese, col titolo Les Héros); più di recente, nel 2009 è apparsa l'edizione in DVD a cura della Scanbox (solo lingua danese). De største helte è visionabile – con sottotitoli inglesi – su YouTube.